# Jaap Stam
Jakob "Jaap" Stam (Kampen, 17 de julho de 1972) é um treinador e ex-futebolista neerlandês que atuava como zagueiro. Atualmente comanda o DOS Kampen.
Stam jogou em vários clubes europeus, como PSV Eindhoven, Manchester United, Lazio, Milan e Ajax, antes de se aposentar em outubro de 2007. Além de títulos pelos clubes, ganhou vários prêmios pessoais, incluindo ser eleito o melhor defensor da Liga dos Campeões da UEFA nas temporadas 1998–99 e 1999–00. Zagueiro firme e imponente, ele era conhecido por possuir uma rara combinação de velocidade, força e habilidade com a bola nos pés, bem como um excelente senso de posicionamento. Devido às suas habilidades, no seu auge ele também era capaz de jogar como lateral-direito.

## Carreira como jogador
Stam começou sua carreira como profissional em 1992, no Zwolle, da segunda divisão. Quatro anos depois, após passagens pelos modestos Cambuur-Leeuwarden e Willem II, ele foi contratado pelo PSV Eindhoven.
O defensor foi contratado pelo Manchester United em julho de 1998, por 19 milhões de libras, mas deixou o clube inglês em 2001, depois de criticar o técnico Alex Ferguson em sua biografia. Assim, transferiu-se para a Lazio e atuou por três temporadas pelos Biancocelesti. Em maio de 2004 foi contratado pelo Milan, chegando com grande expectativa para formar a dupla de zaga ao lado de Alessandro Nesta.
Stam teve a sua contratação anunciada pelo Ajax no dia 30 de janeiro de 2006, mas só chegou ao clube holandês em julho, após a Copa do Mundo.

### Aposentadoria
Anunciou sua aposentadoria dos gramados no dia 29 de outubro de 2007, aos 35 anos. O defensor retirou-se devido às lesões que o vinham atrapalhado na temporada.

## Seleção Nacional
Entre 1996 e 2004, Stam atuou em 67 partidas pela Seleção Neerlandesa e marcou três gols. O zagueiro disputou três Eurocopas e a Copa do Mundo FIFA de 1998.
Junto a Patrick Kluivert, Clarence Seedorf, e Edgar Davids, foi um dos jogadores experientes não convocados por Marco van Basten para a Copa do Mundo FIFA de 2006.

## Carreira como treinador
Depois de se aposentar como jogador, Stam trabalhou como auxiliar técnico no Zwolle entre 2011 e 2013. Em seguida foi auxiliar técnico do Ajax, durante 2013 e 2014, até assumir o cargo de treinador principal do Ajax B.
Foi anunciado pelo Reading no dia 13 de junho de 2016, assinando contrato por duas temporadas. Permaneceu no cargo até março de 2018, quando foi demitido devido aos maus resultados.

## Títulos
PSV Eindhoven
- Copa dos Países Baixos: 1995–96
- Supercopa dos Países Baixos: 1996, 1997 e 1998
- Eredivisie: 1996–97

Manchester United
- Premier League: 1998–99, 1999–00 e 2000–01
- Copa da Inglaterra: 1998–99
- Liga dos Campeões da UEFA: 1998–99
- Copa Intercontinental: 1999

Lazio
- Copa da Itália: 2003–04

Milan
- Supercopa da Itália: 2004

Ajax
- Copa dos Países Baixos: 2006–07
- Supercopa dos Países Baixos: 2006 e 2007